# Intigriti
Intigriti is een internationaal cyber security platform dat ethische hackers samenbrengt met bedrijven. Het bedrijf betaalt in opdracht van haar klanten ‘bug bounties’ aan personen die online kwetsbaarheden blootleggen en melden, zodat ze kunnen worden opgelost.

## Geschiedenis
Intigriti werd in 2016 opgericht door Stijn Jans, die het bedrijf leidt als CEO. De Belgische ethische hacker Inti De Ceukelaire voert het netwerk van ethische hackers aan. In 2019 faciliteerde Intigriti het EU-FOSSA 2 project van de Europese Commissie, een bug bounty initiatief voor populaire open source projecten, zoals Drupal, Apache Tomcat, VLC, 7-zip en KeePass.
In 2020 haalde het bedrijf 4,14 miljoen euro in een kapitaalronde geleid door het Europese investeringsfonds ETF partners. Bij een tweede kapitaalinjectie in 2022 werd er nog eens 21 miljoen geïnvesteerd. Verder ontving het bedrijf de 'Rising Star Award' van consultancybureau Deloitte. Ook publiceerde het Centre for Cybersecurity Belgium (CCB) in overleg met Intigriti een wettelijk kader voor ethisch hacken in België.